# Yttre Mörtträsket, Norrbotten
Yttre Mörtträsket är en sjö i Bodens kommun i Norrbotten och ingår i Råneälvens huvudavrinningsområde. Sjön har en area på 0,0578 kvadratkilometer och ligger 106,7 meter över havet.

## Delavrinningsområde
Yttre Mörtträsket ingår i det delavrinningsområde (734786-177634) som SMHI kallar för Utloppet av Gunnars-Djupträsket. Medelhöjden är 115 meter över havet och ytan är 26,91 kvadratkilometer. Det finns inga avrinningsområden uppströms utan avrinningsområdet är högsta punkten. Kvarnbäcken som avvattnar avrinningsområdet har biflödesordning 3, vilket innebär att vattnet flödar genom totalt 3 vattendrag innan det når havet efter 46 kilometer. Avrinningsområdet består mestadels av skog (73 procent). Avrinningsområdet har 4,31 kvadratkilometer vattenytor vilket ger det en sjöprocent på 16 procent.